# Estudios Bearsville
Bearsville Sound Studio fue un estudio de grabación fundado por Albert Grossman en Bearsville, Nueva York, en 1969.

## Historia
Albert Grossman, quien fue mánager de Bob Dylan y Peter, Paul and Mary, llegó por primera vez a Bearsville en 1964 con su futura esposa, Sally, y Dylan en la camioneta de Dylan, y comenzó a crear un refugio para la comunidad de artistas con los que trabajaba. El estudio de grabación formó parte de un complejo ligado a la compañía discográfica Bearsville Records, que incluía apartamentos, un teatro y varios restaurantes. La cercanía de la ciudad de Nueva York, combinado con la oferta de residencia para artistas, amplificaron este valor.
El primer estudio de Bearsville, Studio B, se completó en 1969. El estudio B fue diseñado inicialmente por Robert Hansen y luego rediseñado y modificado por John Storyk de Walters-Storyk Design Group y el especialista en acústica George Augspurger. El estudio A, más grande, contaba con una gran sala de grabación de 700 metros cuadrados con un techo a 10 metros de altura.
Originalmente pensado como un proyecto de estudio para Robbie Robertson y Garth Hudson de The Band, Turtle Creek Barn and Apartments ofrecía instalaciones de grabación combinadas con un espacio de vida privado.
Todd Rundgren comenzó a trabajar en Bearsville Studios como productor e ingeniero, y en 1980, Grossman construyó Rundgren Utopia Video Studio, que más tarde albergaría la emisora de radio WDST .
En 1985, se completó una remodelación del Estudio A, incluida la incorporación de una mesa de mezclas Neve 8088 hecha a la medida y previamente en usada en los en Ramport Studios, propiedad de la banda británica The Who.
En 1986, la esposa de Grossman, Sally, asumió la dirección de Bearsville tras su muerte.
El Teatro Bearsville, un granero convertido en auditorio en 1989, ofreció espacio para ensayos y presentaciones en vivo.
En 2002, se vendió el edificio que albergaba los Bearsville Studios A y B originales, y Sally Grossman utilizó componentes de los antiguos estudios para reutilizar Turtle Creek Barn en un nuevo estudio llamado Bearsville en Turtle Creek. Para 2004, Sally Grossman había vendido todas las propiedades del complejo Bearsville, incluidos Turtle Creek Barn, Bearsville Theatre, dos restaurantes y el estudio de sonido Utopia.
En agosto de 2019, Lizzie Vann compró el complejo Bearsville Theatre, quien reabrió el complejo como Bearsville Center.

## Artistas notables
Los artistas que grabaron en Bearsville incluyen The Band, Todd Rundgren, The Isley Brothers, Utopia, Meat Loaf, Foghat, Patti Smith Group, The Pretenders, REM, Joe Jackson, Suzanne Vega, Jeff Buckley, Blues Traveler, Natalie Merchant, Phish, The Connells, Dave Matthews Band, Branford Marsalis Quartet, The Derek Trucks Band, y Saliva .
Desde el 27 de mayo hasta el 8 de junio de 1978, los Rolling Stones ensayaron en Bearsville para su gira estadounidense de 1978, que luego se lanzó como Complete Woodstock Tapes .
A partir de 1988, R.E.M. grabó partes significativas de tres álbumes sucesivos en Bearsville. El historiador musical Barney Hoskyns, en su libro de 2016 sobre Woodstock, Small Town Talk, escribió que la presencia de la banda "fue sin duda un hito en la vida del estudio".
En 1988, The Replacements realizaron una sesión de grabación de 10 días en Bearsville durante la cual destrozaron el estudio de grabación y las viviendas. Las grabaciones, originalmente pensadas para el álbum de la banda Don't Tell a Soul, no se incluyeron en el álbum. Finalmente, se lanzaron en 2019 como parte de la caja Dead Man's Pop.
A finales de 1993 y principios de 1994, Jeff Buckley grabó su álbum debut Grace en los estudios Bearsville.